# Коронейшен (залив)
Короне́йшен (англ. Coronation Gulf) — залив Северного Ледовитого океана, между мысом Крузенштерн и полуостровом Кент на северном побережье Канады.

## География
Залив Коронейшен расположен на территории Нунавута между островом Виктория и материковой частью территории. Залив соединяется на востоке с проливом Дис, а далее с заливом Куин-Мод, на северо-западе — с проливом Долфин-энд-Юнион. На северо-западе залива лежит архипелаг Дьюк-оф-Йорк, на юго-западе — острова Беренс и острова Лоуфорд (Lowford Islands), на северо-востоке — острова Ричардсон, на юго-востоке — острова Джеймсон
Глубины — от 14 до 180 метров. 10 месяцев в году покрыт льдами, свободен от них лишь с июля по август. В залив впадают многочисленные реки, самые крупные из которых — Коппермайн, Рей, Ричардсон, Три, Асиак (Asiak River). Залив входит в экосистему «Залив Куин-Мод». На юго-востоке в сушу глубоко вдаётся залив Батерст. В устье реки Коппермайн на берегу бухты Ричардсон находится инуитский посёлок Куглуктук, который до 1.01.1996 года назывался Коппермайн.

## История
Первым из европейцев на берегах залива побывал торговец пушниной и первооткрыватель Самюэль Хирн в 1771 году. В 1826 году известный полярный исследователь Джон Франклин назвал залив в честь коронации английского короля Георга IV. В 1916 году местные природные условия и культуру первых наций изучали Рудольф Андерсон и Даймонд Деннис в рамках Канадской Арктической экспедиции.